# Slide, Donald, Slide
Pour plus de détails, voir Fiche technique et Distribution.
Slide, Donald, Slide est un court métrage d'animation américain de la série Donald Duck réalisé par Jack Hannah pour les studios Disney et sorti en 1949.

## Synopsis
Donald veut écouter sur sa radio le match de baseball, mais une abeille - qui n'a pas les mêmes goûts que lui - préfère, elle, écouter de la musique classique...

## Fiche technique
- Titre original : Slide, Donald, Slide
- Titre français : inconnu
- Autres titres[2] :
  - Suède  :  Kalle Anka får bisyssla / Kalle Anka får en bisyssla
- Série : Donald Duck
- Réalisateur : Jack Hannah
- Scénario : Bill Berg et Nick George
- Layout : Yale Gracey
- Décors : Thelma Witmer
- Animation : Bill Justice, Volus Jones, Bob Carlson et Judge Whitaker
- Musique: Oliver Wallace
- Production : Walt Disney
- Société de production : Walt Disney Productions
- Société de distribution : RKO Radio Pictures
- Pays :   États-Unis
- Langue : anglais
- Format : couleur (Technicolor) - 35 mm - 1,37:1 - son mono (RCA Sound System)
- Durée : 7 min
- Dates de sortie : 
  - États-Unis : 25 novembre 1949[3]

## Distribution

### Voix originales
- Clarence Nash : Donald